# エアリアル・リコンフィギャラブル・エンベデッド・システム

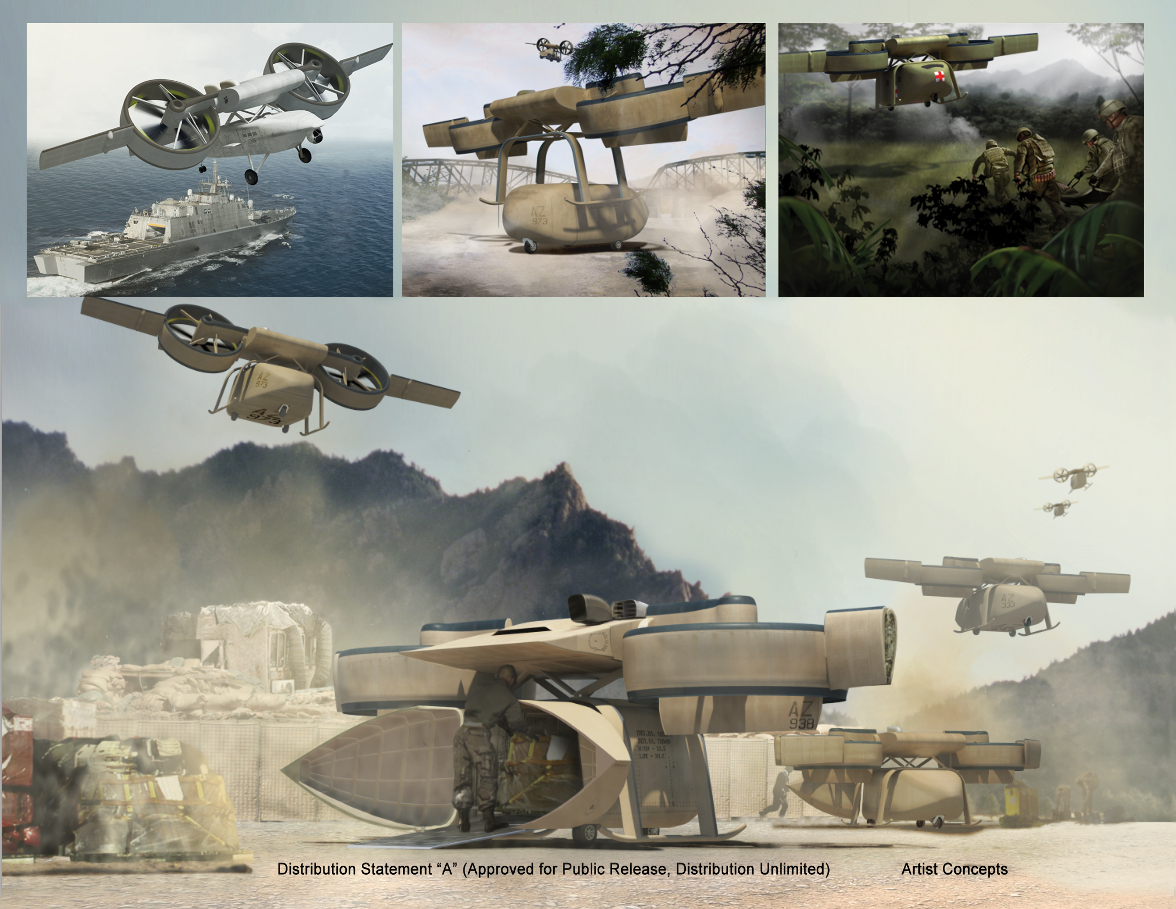
ARES（垂直離着陸（VTOL）飛行モジュール）

エアリアル・リコンフィギャラブル・エンベデッド・システム（英語: Aerial Reconfigurable Embedded System(ARES)）または空中再構成可能組み込みシステムは、さまざまなペイロードを輸送できる無人VTOLプラットフォームとして機能するように設計された。
2009年に、TX（トランスフォーマー）としてスタートしたVTOL航空機で、兵士4名と地上車両を中心とした地形に依存されない輸送システムのコンセプトである。
ARESの主な機能はTXと同様で、ヘリコプターを持たない部隊に対応するために、地上での待ち伏せやIEDなど地上輸送の脅威を回避する飛行輸送システム。ツイン傾斜ダクテッドファンで駆動し、独自の電源システム、燃料、デジタル飛行制御、およびリモートコマンド・アンド・コントロールインターフェースを備えていた。
フライトモジュールには、貨物配送、患者後送、ISR（諜報、監視、偵察）などの特定の目的のために、さまざまな取り外し可能なミッションモジュールがあり、1つのモジュールで最大3,000 lb (1,400 kg)のペイロードを運ぶことができる。
2019年5月、DARPAは大幅なコストの増加と遅延により、ARESの研究活動は中止されている。

## トランスフォーマー TX
DARPA TXまたはトランスフォーマーは、DARPAによってアメリカ軍向けに5年間、3フェーズの計画で走行可能な航空機開発のプロジェクトであった。
トランスフォーマー(TX)プログラムの目的は、飛行可能/走行可能なハイブリッド機能により、ロジスティクスとモビリティを強化した4人乗りの車両を実証することであった。これは、道路の障害物を回避しながら、従来の非対称の脅威を回避する前例のない機能を提供した。
TXは、攻撃と襲撃、介入、阻止攻撃、暴動/反乱鎮圧、偵察、患者後送、後方支援などに適用され、将来の任務、活動の強化を可能にする。TX垂直離着陸(VTOL)機は、1タンクの燃料で250海里（463キロメートル (288 mi)）の最小戦闘範囲を実現することになっていた。
TXプログラムの主な焦点は、デュアルモード輸送、VTOL能力、効率的な飛行性能、および現在の回転翼機に匹敵する戦闘範囲を可能にする重要なテクノロジーの統合された一連の開発およびデモンストレーションである。
このプログラムでは、最低限、十分な飛行性能と航続距離を提供するVTOL航空機に構成できる地上車両を構築する能力を実証すると同時に、兵士4人と主要な装備品を含む積載量を運搬することが想定されていた。
主要なパフォーマンス・パラメーターは、特定の運用上の有用性を示すために指定されプログラムは2つの別々のタスクに分割された。タスクAは、車両全体の開発と統合、タスクBは、車両全体の個々の重要な技術コンポーネントを開発するものであった。